# Übach-Palenberg
Übach-Palenberg é uma cidade da Alemanha, localizado no distrito de  Heinsberg, Renânia do Norte-Vestfália.